# Джеймс Джозеф Сильвестр
Джеймс Джозеф Сильвестр (англ. James Joseph Sylvester; 3 вересня 1814, Лондон — 15 березня, 1897, Оксфорд) — англійський математик, перший видатний єврейський математик Англії та Америки. Відігравав провідну роль в американській математиці другої половини XIX століття, як професор університету Джонса Хопкінса.
Відомий своїми працями з теорії матриць, теорії чисел, комбінаторики. Засновник Американського математичного журналу.

## Біографія
Джеймс Джозеф Сильвестр народився в Лондоні, в заможній багатодітній єврейській родині Абрахама і Міріам Джозеф. Абрахам Джозеф був годинникарем, майстром в роботі зі сріблом, торговцем. До народження Джеймса, в сім'ї Абрахама і Міріам, було дев'ять дітей, таким чином він виявився десятим. Джеймс мав чотирьох сестер і п'ять братів — у віці від вісімнадцяти до двох років. Джеймс прийняв прізвище Сильвестр, після того, як це зробили його брати. Це сталося після еміграції в США — країну, яка зобов'язувала всіх емігрантів, в той час, мати прізвище, ім'я, та ім'я по-батькові.
У віці 14 років, Сильвестр був учнем Ауґустуста де Моргана в Лондонському Університеті. Його сім'я забрала Джеймса з університету після того, як він був звинувачений в заколоті однокурсника ножем. Згодом, він відвідав Ліверпульський Королівський Інститут.
Почав вивчати математику в Сент-Джон-коледжі, Кембриджського університету в 1831 році. Його навчання переривалось через тривалі хвороби, але попри це, він зайняв друге місце на випускному іспиті з математики в 1837 році. Він не отримав ступінь бакалавра, бо для цього потрібно було підтвердити свою згоду з догматами англіканського віросповідання.
В 1841 році він отримав ступінь бакалавра і магістра в Триніті-коледжі в Дубліні. В цьому ж році він переїхав в США щоб стати професором в університеті Вірджинії, але невдовзі повернувся в Англію.
20 листопада 1843 Сильвестр вирушив у плавання з США назад в Англію.
Сильвестр випробував невдачі у своїй спробі бути математиком в США і повернувся до Лондона. За останні два роки у нього не з'явилося жодної нової математичної статті, не було в нього тепер і шансів отримати місце професора.
У грудні 1844 року поступив на роботу в страхову компанію.
У середині вересня 1855 лорд Пенмар, секретар нового ліберального уряду Англії з військових питань, призначив Сильвестра професором математики у Військової академії у Вуліджі, південно-східному районі Лондона.
Згідно з положенням про роботу у Військовій академії, як з'ясувалося, Сильвестр повинен був піти у відставку в 55 років, в 1870 році. При цьому академія відмовлялася виплачувати йому повну пенсію і поступилася лише після тривалих публічних дебатів, виступів Сильвестра в столичній газеті «Таймс».
23 січня 1874, в Королівському Інституті Сильвестр виступив з доповіддю, яка називалась «Новітні відкриття у перетворенні механічного руху».
У 1875 році в американському місті Балтіморі був створений новий університет імені Джонса Гопкінса. Через 30 років Сильвестр знову приїхав до Америки — і офіційно вступив на посаду професора математики університету.
В 1877 році Сильвестр знову переїхав в Америку щоби стати першим професором математики в новому університеті Джона Гопкінса в Балтиморі. Його платня становила 5000 доларів, і він забажав, щоб її виплачували золотом.
В 1878 році він заснував «Американський математичний журнал» (American Journal of Mathematics) — другий на той час в США.
В 1883 році повернувся в Англію, щоб очолити кафедру геометрії в Оксфордському університеті. Керував нею до самої смерті, хоча в 1892 році університет назначив йому заступника.
26 лютого 1897 Сильвестра розбив параліч, і вранці 15 березня він тихо помер. Чотири дні потому його поховали біля Західної Лондонської Синагоги.
Іменем Сильвестра названа бронзова медаль «Медаль Сильвестра», що вручається з 1901 року Королівським товариством за видатні заслуги в математиці.

### Досягнення
- Член Лондонського математичного товариства і другий його президент
- Член Королівського товариства
- Член Американського філософського товариства
- Іноземний почесний член Санкт-Петербурзької академії наук
- Лауреат медалі Коплі
- Лауреат медалі Де Моргана

## Медаль Сильвестра
Іменем Сільвестра була названа бронзова медаль, яка вручається з 1901 року Лондонським королівським товариством за видатні заслуги у математиці.

## Послідовність Сильвестра
Послідовність Сильвестра побудована за правилом  an+1 = an2 — an + 1, де a0 = 2.